# Djakana
Djakana est un village de la région de l'Extrême-Nord au Cameroun. Il est situé dans la commune de Mora et le département du Mayo-Sava, non loin de Limani, à proximité de la frontière avec le Nigeria.

## Attaques terroristes
Le 30 avril 2016, une femme kamikaze a été arrêtée à Djakana par le comité de vigilance du Canton de Limani. Dans la nuit du 29 au 30 juin 2016, un attentat-suicide attribué à Boko Haram a tué au moins 11 personnes et blessé 7 personnes dans le village de Djakana